# Speedtest.net

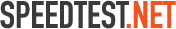
Speedtest.net

Speedtest.net este cel mai utilizat utilitar pentru testarea vitezei unei conexiuni la Internet, utilitar care în cursul anului 2012 a depășit pragul de 3 miliarde de teste. Acesta poate fi folosit de oricine vrea să verifice dacă viteza de conexiune la internet corespunde cu cele specificate de furnizorul de servicii internet. Aplicația poate fi folosită fără cost utilizând orice client de HTTP.
Rulând testul utilizatorului îi sunt prezentate viteza de upload (banda de la client la server) și viteza de download (banda de la server la client)

## Webpagetest.org
Webpagetest.org este cel mai utilizat test pentru verificarea vitezei unei pagini web. Dezvoltat in parteneriat cu Google, acesta testeaza in conditii reale, oferind posibilitatea de a selecta tipul de conexiune de internet de pe care se testeaza.  De asemenea, furnizeaza grafice detaliate prin care pot fi intelese diverse probleme legate de scripturile paginii, ordinea lor de incarcare, diverse blocaje, cat si informatii ce tin de partea de server.